# Pozo Cañada
Pozo Cañada község Spanyolországban, Albacete tartományban. Lakosainak száma 2692 fő (2024).

## Földrajza
Pozo Cañada Albacete és Chinchilla de Monte-Aragón községekkel határos.

## Népesség
A település lakosságának változását az alábbi diagram mutatja:
| Lakosok száma | 2664 | 2675 | 2726 | 2895 | 2895 | 2815 | 2800 | 2797 | 2797 | 2692 |
|               | 2001 | 2004 | 2006 | 2009 | 2011 | 2014 | 2016 | 2019 | 2021 | 2024 |